# Radzyń Podlaski (gemeente)
De gemeente Radzyń Podlaski is een landgemeente in het Poolse woiwodschap Lublin, in powiat Radzyński.
De zetel van de gemeente is in Radzyń Podlaski.
Op 30 juni 2004 telde de gemeente 8053 inwoners.

## Oppervlakte gegevens
In 2002 bedroeg de totale oppervlakte van gemeente Radzyń Podlaski 155,17 km², waarvan:
- agrarisch gebied: 65%
- bossen: 29%

De gemeente beslaat 16,08% van de totale oppervlakte van de powiat.

## Demografie
Stand op 30 juni 2004:
| Omschrijving                   | Totaal | Totaal | Vrouwen | Vrouwen | Mannen | Mannen |
| ------------------------------ | ------ | ------ | ------- | ------- | ------ | ------ |
| eenheid                        | aantal | %      | aantal  | %       | aantal | %      |
| inwoners                       | 8053   | 100    | 4000    | 49,7    | 4053   | 50,3   |
| bevolkingsdichtheid (inw./km²) | 51,9   | 51,9   | 25,8    | 25,8    | 26,1   | 26,1   |

In 2002 bedroeg het gemiddelde inkomen per inwoner 1239,28 zł.

## Administratieve plaatsen (sołectwo)
Biała, Białka, Bedlno, Bedlno Radzyńskie, Branica Radzyńska, Branica Radzyńska-Kolonia, Brzostówiec, Główne, Jaski, Marynin, Paszki Duże, Paszki Małe, Płudy, Radowiec, Siedlanów, Stasinów, Ustrzesz, Zabiele, Zbulitów Duży, Żabików.

## Aangrenzende gemeenten
Borki, Czemierniki, Drelów, Kąkolewnica Wschodnia, Radzyń Podlaski, Ulan-Majorat, Wohyń